# Bellue
Bellue är en udde i Antarktis. Den ligger i Västantarktis, i ett område som Argentina, Chile och Storbritannien gör anspråk på.
Terrängen inåt land är huvudsakligen bergig, men den allra närmaste omgivningen är varierad.